# Sandra Gasser
Pour les articles homonymes, voir Gasser.
Sandra Gasser, née le 27 juillet 1962 à Berne, est une athlète suisse, spécialiste des courses de demi-fond. 

## Biographie
Médaillée de bronze du 1 500 m lors Championnats du monde de 1987, à Rome, Sandra Gasser est disqualifiée après avoir fait l'objet d'un contrôle positif aux stéroïdes anabolisants. Elle est suspendue deux ans par l'IAAF de 1987 à 1989.

### Palmarès
| Date | Compétition                    | Lieu         | Résultat | Épreuve | Performance   |
| ---- | ------------------------------ | ------------ | -------- | ------- | ------------- |
| 1984 | Championnats d'Europe en salle | Göteborg     | 3e       | 1 500 m | 4 min 11 s 70 |
| 1987 | Championnats du monde en salle | Indianapolis | 6e       | 1 500 m | 4 min 09 s 89 |
| 1987 | Championnats d'Europe en salle | Liévin       | 1re      | 1 500 m | 4 min 08 s 76 |
| 1990 | Championnats d'Europe en salle | Glasgow      | 2e       | 1 500 m | 4 min 10 s 83 |
| 1990 | Championnats d'Europe          | Split        | 3e       | 1 500 m | 4 min 08 s 89 |
| 1990 | Finale du Grand Prix           | Athènes      | 1re      | 1 500 m | 4 min 06 s 11 |
| 1993 | Championnats du monde en salle | Toronto      | 3e       | 1 500 m | 4 min 10 s 99 |

### Records
| Épreuve | Performance   | Lieu   | Date             |
| ------- | ------------- | ------ | ---------------- |
| 800 m   | 1 min 58 s 90 | Berlin | 21 août 1987     |
| 1 500 m | 4 min 05 s 48 | Rome   | 3 septembre 1987 |